# Leishmania enriettii
Leishmania enriettii — вид жгутиконосных паразитических протистов рода Leishmania. Естественная инфекция этим паразитом изредка регистрируется в Бразилии только у домашних морских свинок. Естественный резервуар и переносчик инфекции неизвестны.

## Морфология
Амастиготы крупные. Промастиготы хорошо растут на кровяном агаре.